# Travnik
Travnikⓘ (kyrillisch Травник; deutsch Trawnik, aber auch veraltet Traunik) ist eine Stadt im Kanton Zentralbosnien in Bosnien und Herzegowina. Sie liegt ca. 100 km nordwestlich von Sarajevo im Lašva-Tal zwischen den Gebirgszügen Vlašić und Vranica.
Die Gemeinde Travnik zählt etwa 57.000 Einwohner. Das Gemeindegebiet umfasst 529 Quadratkilometer.

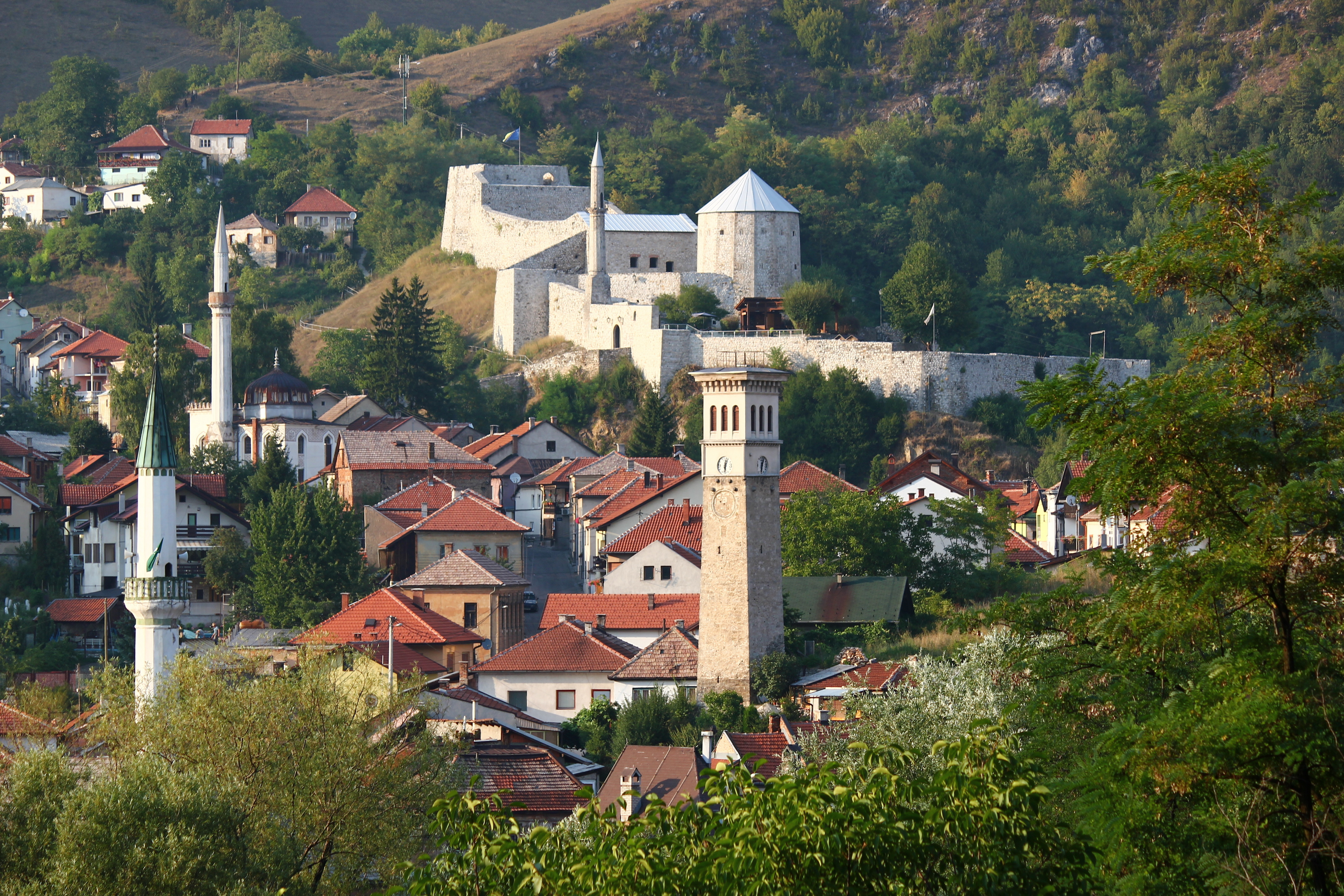
Die Innenstadt von Travnik

## Geschichte
Gelegen im engen Tal der Lašva, das die Täler von Bosna und Vrbas miteinander verbindet, wird Travnik im Norden durch den Vlašić-Gebirgszug und im Süden durch die Abhänge des Vilenica-Gebirges begrenzt. Die Stadt blickt auf eine bewegte Geschichte zurück. Sie gehörte zum mittelalterlichen bosnischen Staat, wovon die gut erhaltene Altstadt mit Festung Zeugnis ablegt. Während der osmanischen Verwaltung war Travnik für 150 Jahre Residenzstadt eines Statthalters des Sultans. Die Stadt entwickelte sich zum bedeutendsten Handels- und Handwerkszentrum und ersten diplomatischen Mittelpunkt Bosniens. Das französische Konsulat wurde in Travnik im Jahre 1806 eröffnet und existierte bis zum Fall Napoleons I. im Jahr 1814. Da Österreich den Franzosen parieren wollte, eröffnete es 1807 ebenfalls ein Konsulat, das bis zum Jahr 1821 bestand. Diese Epoche hat der gebürtige Travniker und Literatur-Nobelpreisträger Ivo Andrić in seinem Roman Wesire und Konsuln geschildert.
Mit Beginn der österreich-ungarischen Verwaltung Bosniens 1878 entwickelte sich Travnik zum industriellen Zentrum. Holzverarbeitung und Textilindustrie sind bis heute die wichtigsten Industriezweige.
Im Bosnienkrieg erlitt die Stadt selbst verhältnismäßig wenige Kriegsschäden, hatte aber bedingt durch die heftigen Kämpfe zwischen Kroaten und Bosniaken im nahen Lašva-Tal viele Tote zu beklagen. Seit dem Vertrag von Dayton im Dezember 1995 gehört Travnik zur Föderation Bosnien und Herzegowina und ist Hauptstadt des Mittelbosnischen Kantons.
Die aus dem 19. Jh. stammende Synagoge wurde 2008 abgerissen.

## Bevölkerung
Bei der letzten jugoslawischen Volkszählung 1991 hatte die Gemeinde noch 70.747 Einwohner, von denen sich 31.813 als Muslime, 26.118 als Kroaten und 7.777 als Serben bezeichneten. In der eigentlichen Stadt lebten 19.041 Einwohner, darunter 7.373 Bosniaken, 6.043 Kroaten, 2.800 Jugoslawen und 2.131 Serben. Infolge des Krieges und der schlechten Wirtschaftslage ging die Einwohnerzahl deutlich zurück und lag im Jahr 2013 bei nur noch etwa 53.482. Davon waren 35.648 Bosniaken (66,7 %), 15.102 Kroaten (28,2 %) und 640 Serben (1,2 %). Eine relativ große Zahl von 2.092 Einwohnern (3,9 %) gab keine oder eine andere Zugehörigkeit an.

## Verkehr

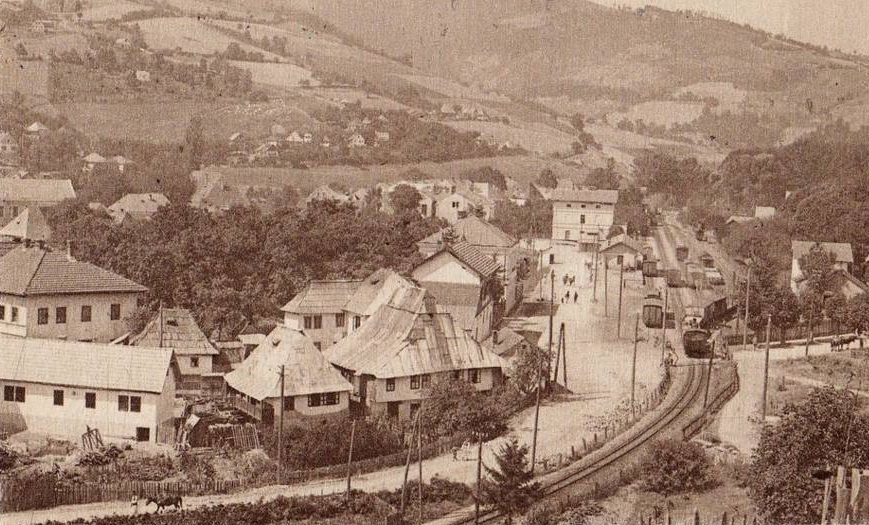
Im Bahnhof Travnik wurden die Produkte der Holz- und Textilindustrie auf die Schmalspurbahn verladen.

Travnik war 1893 Endstation der aus Lašva kommenden Bahnstrecke. Ein Jahr später wurde die Eisenbahn über den Komarpass nach Donji Vakuf–Bugojno verlängert. Die Bahn mit Bosnischer Spurweite von 760 mm verkehrte auf einzelnen Abschnitten mit Zahnradantrieb. Die Schmalspurzüge oder deren Lokomotiven wurden im jugoslawischen Volksmund liebevoll „Ćiro“ genannt. 1975 wurde der Betrieb der Schmalspurbahn eingestellt und die Gleise abgebaut. Ein Denkmal mit der Dampflokomotive JDŽ 97-036 erinnert an den Betrieb der Zahnradbahn.

## Sehenswürdigkeiten

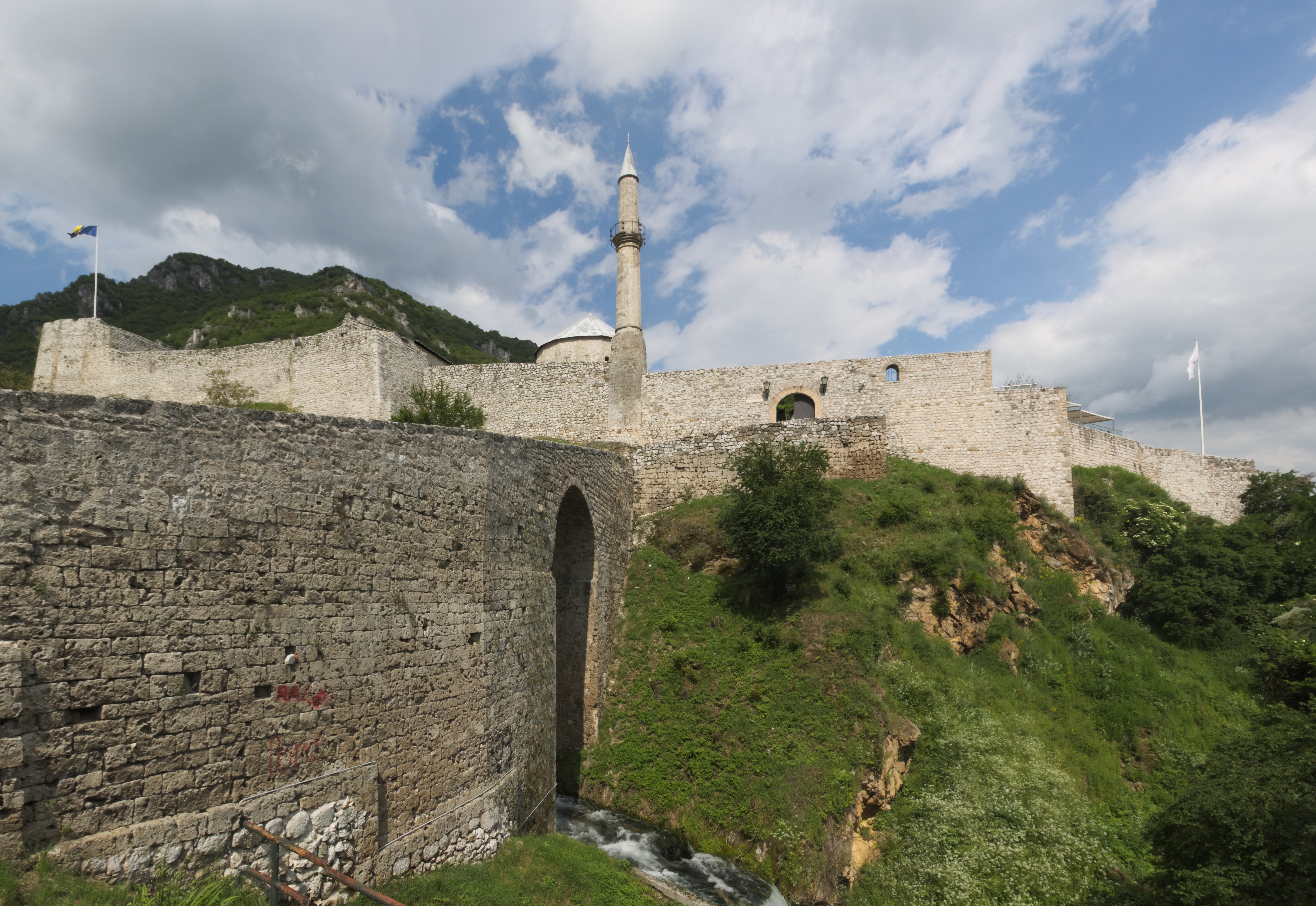
Festung Travnik

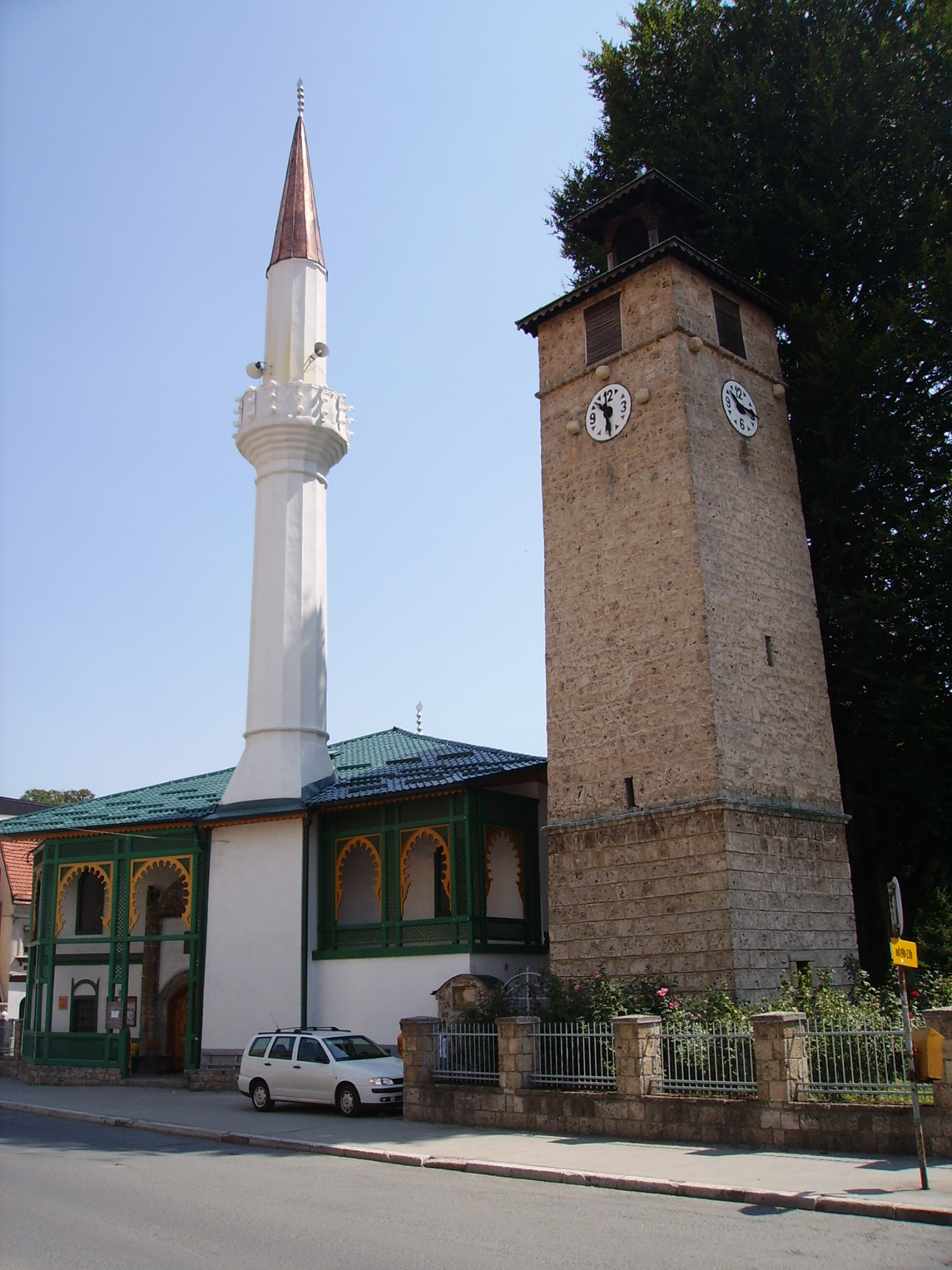
Moschee und Uhrturm im Stadtzentrum

Zu den Sehenswürdigkeiten von Travnik gehört die gut erhaltene Festung. Sie wurde 1503 erstmals erwähnt, bereits zuvor bestand jedoch am selben Ort eine Wehranlage. Neben zahlreichen Moscheen (Hasan-Aga-Moschee 1549/50, Hadži-Ali-Beg-Moschee 1757/58, Bunte Moschee/Sulejmanija, 1816) befinden sich in Travnik auch zwei Uhrtürme (Sahat Kula) aus der ersten Hälfte des 18. Jahrhunderts. Travnik ist die einzige Stadt in Bosnien und Herzegowina, die über zwei Uhrtürme verfügt. Zahlreiche Moscheen und andere Bauten aus osmanischer Zeit prägen noch heute das Stadtbild.
Das Grab der gefallenen Kämpfer besteht seit 1961.
Durch diese Sehenswürdigkeiten und die Lage Travniks am Rande des Vlašić-Gebirgszuges (1943 m) entwickelte sich ein begrenzter Tourismus. Bekannt ist auch der Travniker Schafskäse.

## Persönlichkeiten
- Ivo Andrić (1892–1975), Schriftsteller und Literaturnobelpreisträger, geboren in Dolac bei Travnik
- Stanisław Gołąb (1902–1980), polnischer Mathematiker
- Josef Páleníček (1914–1991), tschechischer Pianist und Komponist
- Sena Jurinac (1921–2011), Opernsängerin, Sopran
- Severin Pernek (1924–1997), römisch-katholischer Geistlicher, Bischof von Dubrovnik
- Miroslav Blažević (1935–2023), Fußballspieler und -trainer
- Vajta (* 1950), Musiker
- Mladen Solomun (* 1975), DJ und Musikproduzent
- Oliver Frljić (* 1976), Theaterregisseur, Autor und Intendant
- Radenko Milak (* 1980), bosnischer Künstler
- Bedrana Ribo (* 1981), österreichische Politikerin
- Amira Spahić (* 1983), Fußballspielerin
- Luka Bilobrk (* 1985), Fußballspieler
- Robert Kristo (* 1993), Fußballspieler
- Davor Badrov (* 1992), Turbo-Folksänger

## Städtepartnerschaften

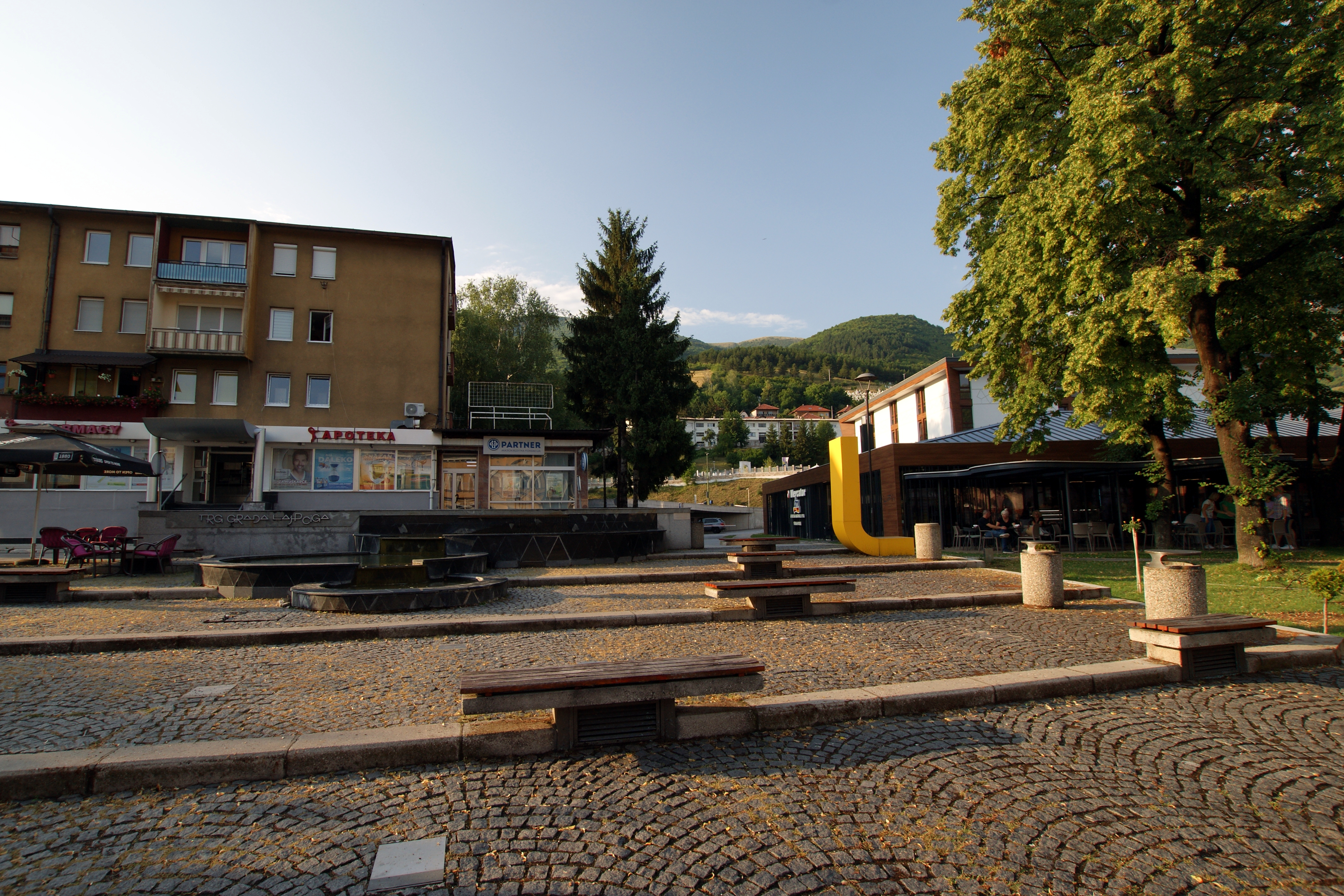
Leipziger Platz in Travnik; Gut sichtbar das gelbe L der Leipziger Versorgungs- und Verkehrsgesellschaft

Seit Mai 2003 ist Leipzig offizielle Partnerstadt von Travnik.